# Coriandrum
Coriandrum és un gènere de plantes amb flors dins la família de les apiàcies. És de distribució cosmopolita, consta de dues espècies. A Europa es troba només el coriandre (Coriandrum sativum).

## Taxonomia
- Coriandrum sativum L.
- Coriandrum tordylium (Fenzl) Bornm.